# Dive into Yourself
Singles de High and Mighty Color
Ichirin no Hana
(2006) Enrai ~Tooku ni Aru Akari~
(2006)
Dive into Yourself est le 9e single de High and Mighty Color sorti sous le label SME Records le 26 juillet 2006 au Japon. Il atteint la 24e place du classement de l'Oricon. Il se vend à 8 689 exemplaires la première semaine et reste classé 6 semaines, pour un total de 16 433 exemplaires vendus.
Dive into Yourself a été utilisé comme campagne publicitaire pour Sengoku BASARA 2 sur PlayStation 2; et Flying Music a été utilisé comme thème musical pour Harmony with the Earth ID. Dive into Yourself se trouve sur l'album San et sur les 2 compilations 10 Color Singles et BEEEEEEST.

## Liste des titres
Toutes les paroles sont écrites par High and Mighty Color.
| 1. | Dive into Yourself                                                                        | 3:46 |
| 2. | Flying Music                                                                              | 3:42 |
| 3. | Hoitoku no Shounetsu ~Urgent Immoral Passon Mix~ (背徳の情熱 ~Urgent Immoral Passon Mix~) | 5:06 |
| 4. | Dive into Yourself (less vocal track)                                                     | 3:46 |